# Vaivina
Vaivina is een plaats in de Estlandse gemeente Toila, provincie Ida-Virumaa. De plaats heeft de status van dorp (Estisch: küla).

## Bevolking
Het dorp had 23 inwoners op 31 december 2011 en 27 inwoners op 31 december 2021.

## Ligging
De plaats ligt aan de Finse Golf.